# Kapelle Sogn Roc (Lumbrein)

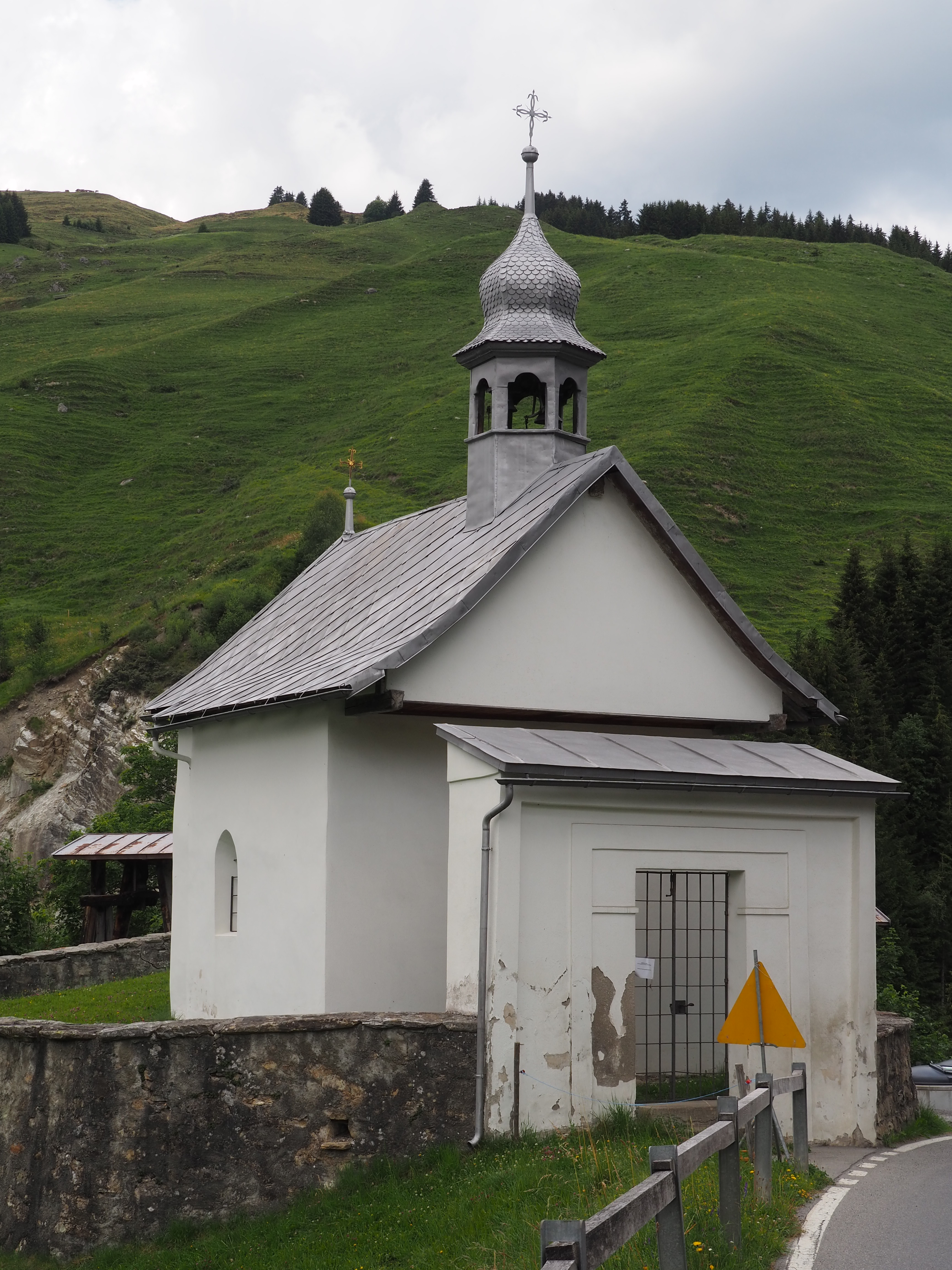
Blick vom Dorf Lumbrein auf die Kapelle mit Friedhof

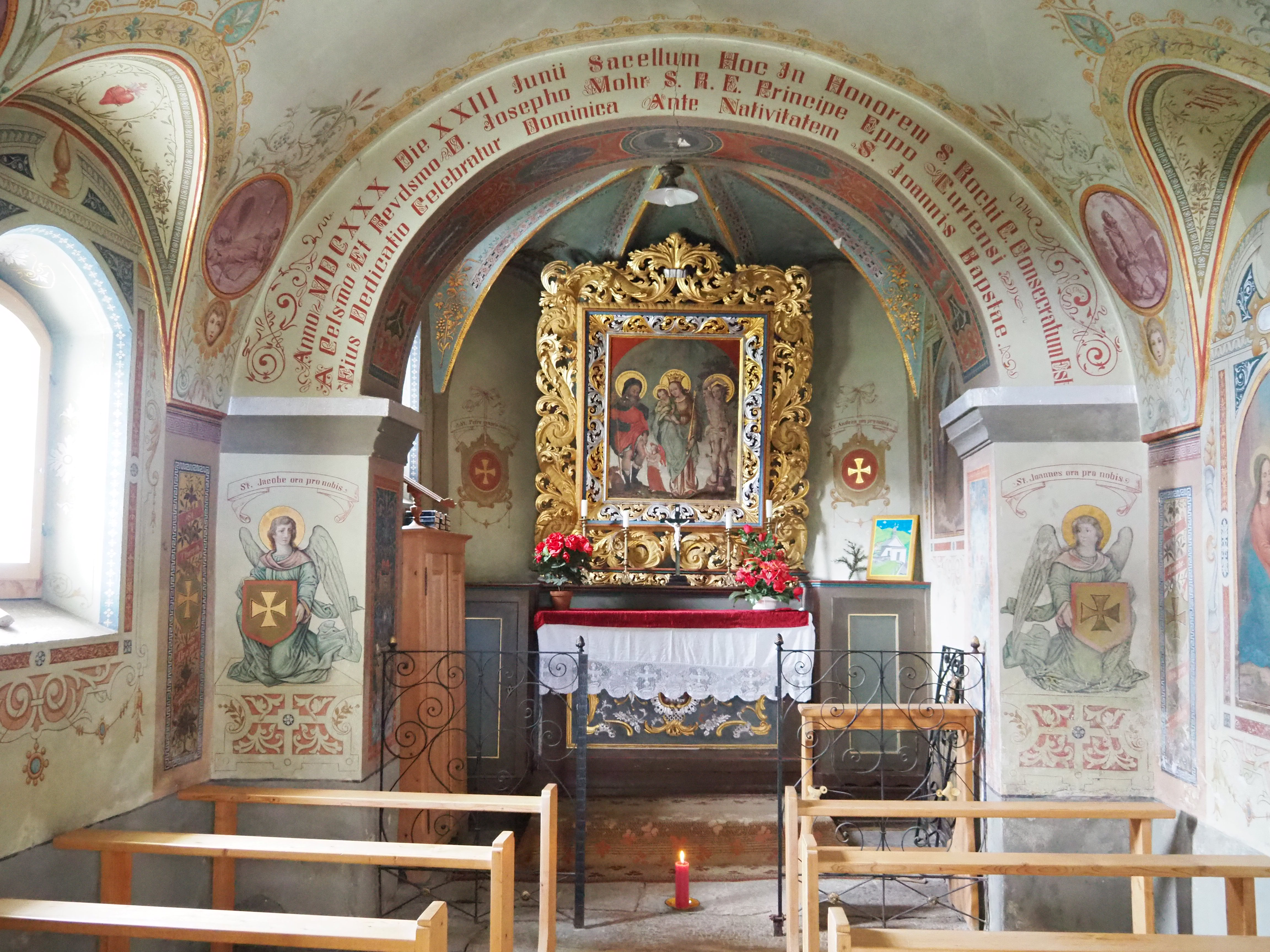
Innenraum mit Chor

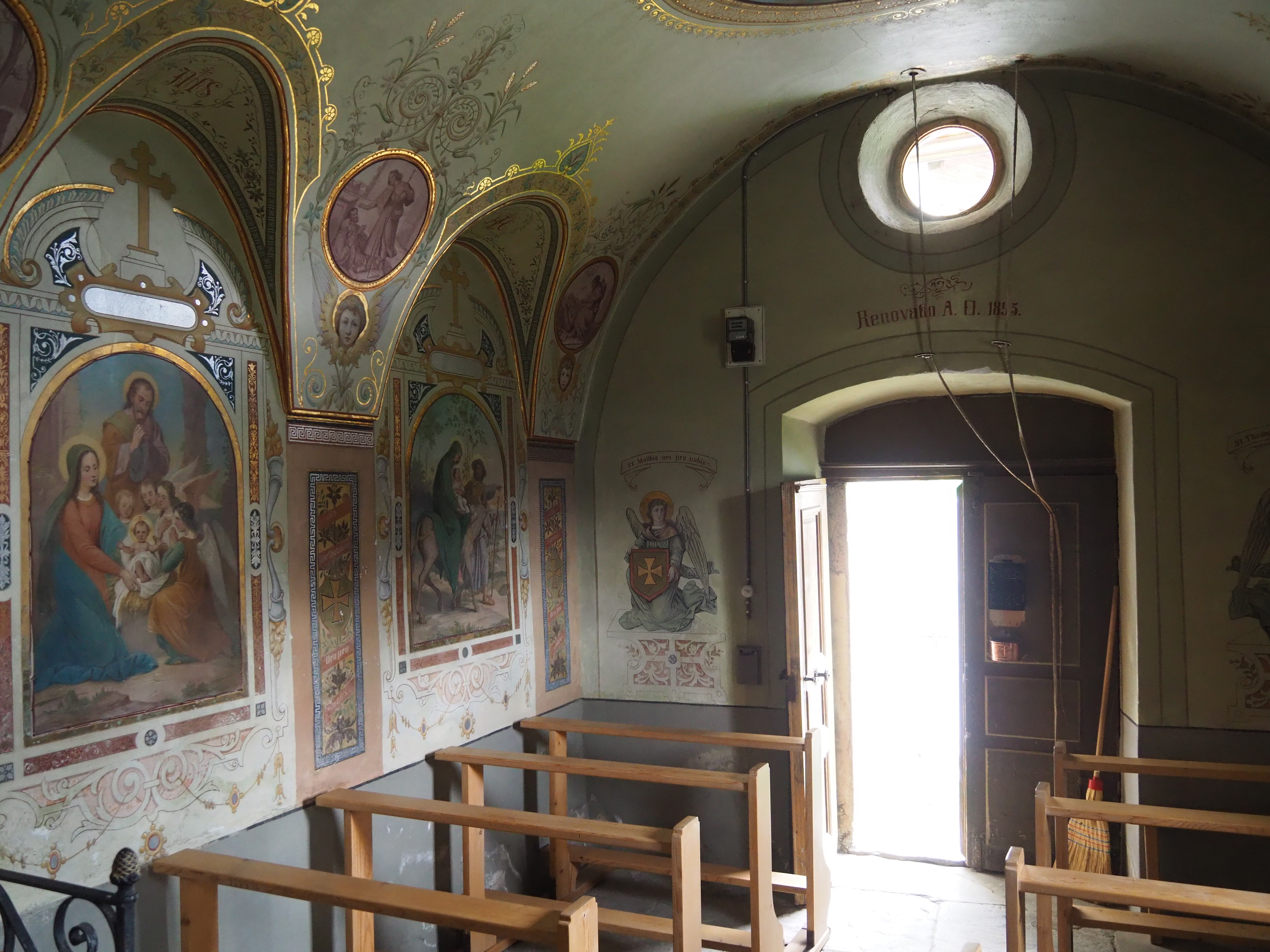
Innenraum mit Eingangsbereich

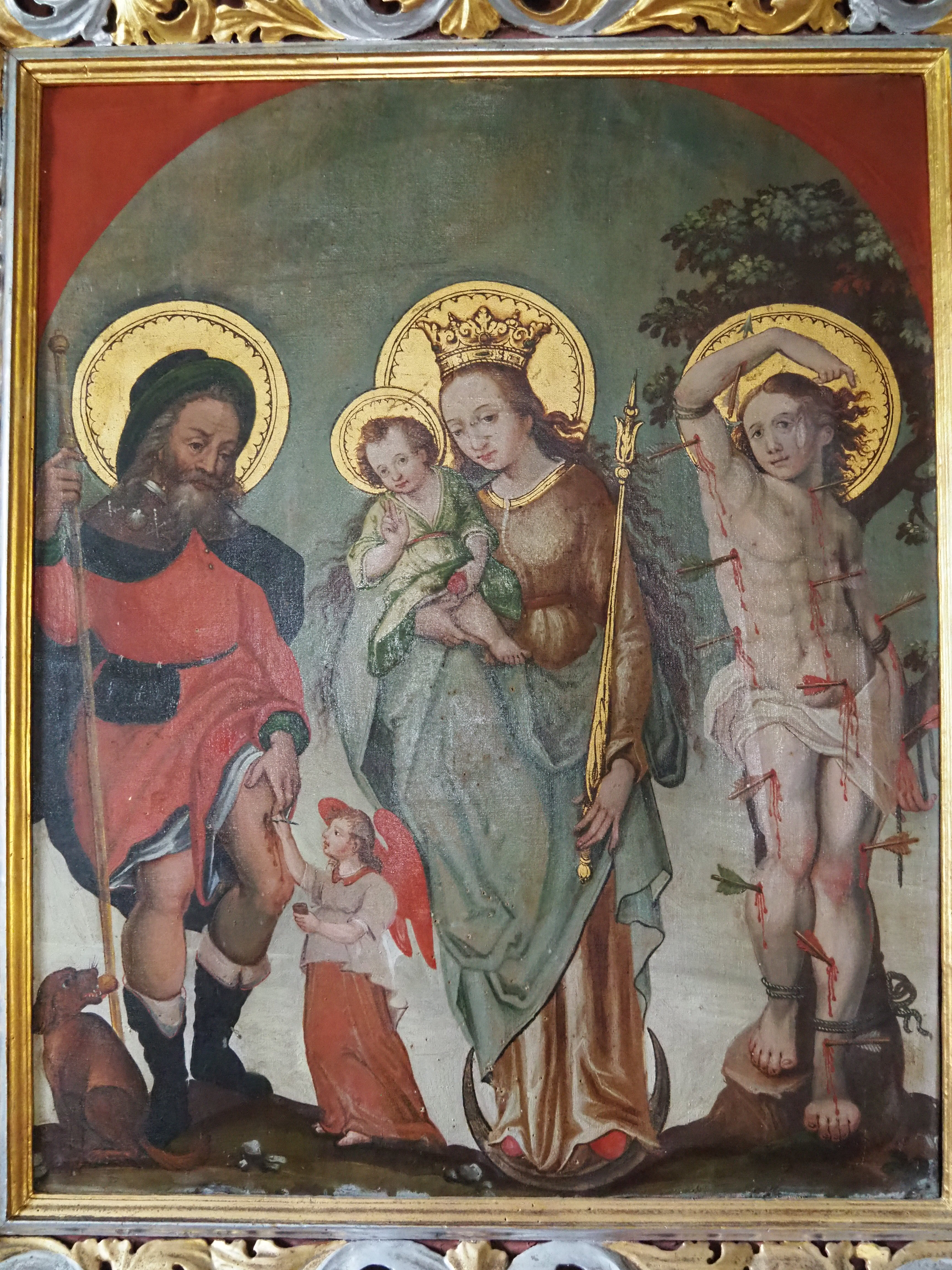
Hochaltarbild mit Rochus, Maria mit dem Kinde und Sebastian

Die Kapelle Sogn Roc ist ein barockes römisch-katholisches Kirchengebäude in der Ortschaft Lumbrein, Gemeinde Lumnezia, Region Surselva, Kanton Graubünden, Schweiz.

## Baugeschichte
Erbaut wurde die barocke Kapelle in den Jahren 1628 bis 1630. Damals grassierte in Graubünden eine Pestepidemie. Am 23. Juni 1630 wurde die Kapelle geweiht, doch wurde der zugehörige Pestfriedhof wegen des Abflauens der Epidemie nie belegt. Renovationen fanden 1895, 1965 (integral) und 1997 (aussen) statt.

## Aussenbau
Die dem Pestheiligen St. Rochus geweihte Kapelle befindet sich an isolierter Lage im Süden des Dorfes und ist von einem kleinen Pestfriedhof mit markanter Pforte umgeben. Die äusserlich schlichte, nach Westen gerichtete Saalkirche mit Polygonalchor wird von einem Dachreiter mit Zwiebelhelm bekrönt, in dem sich zwei Glocken von 1624 und 1627 befinden.

## Innenraum
Das kurze Kirchenschiff (3,9 m lang und 3,8 m breit) und der leicht eingezogene Chor (2,9 m lang und 2,8 m breit) sind gewölbt und durch den Chorbogen, eine Stufe und eine kniehohe Chorschranke abgesetzt. Beleuchtet wird die Kapelle nur durch je ein Segmentbogenfenster in der Ostwand von Schiff und Chor, sowie durch ein kleines Oculus-Fensterchen über der Türe in der Nordwand.

### Hochaltar
Der prachtvolle Hochaltar besteht aus Elementen verschiedener Jahrhunderte. Die steinerne Mensa stammt aus Jahr 1885. Ein markanter, um 1720 geschaffener Rahmen aus versilbertem und vergoldetem Gesprenge von Akanthusranken und -voluten fasst das Altarbild ein. Das 1630 von Hans Jacob Greiter aus Brixen angefertigte Gemälde im Stil der Spätrenaissance zeigt zentral die heilige Maria mit dem Jesuskinde, flankiert von den Pestheiligen Rochus (rechts, mit Hund und Pestwunde und heilendem Engel) und Sebastian (rechts, als von Pfeilen durchbohrter Märtyrer).

### Spätnazarenische Ausmalung
Aussergewöhnlich ist die farbenprächtige und teilweise vergoldete, aus Aufschriften, Ornamenten und Gemälden bestehende Ausmalung im Stil der Spätnazarener beziehungsweise der Neorenaissance aus den Jahren 1895 und 1896. Die Ausmalung greift die Architekturelemente der Kapelle auf und hebt diese noch stärker hervor. Die drei Gemälde im Schiff bilden einen Zyklus der Heiligen Familie (ein beliebtes Motiv bei den Nazarenern). Das Gemälde an der westlichen Chorwand Schiff ist mit Jos Traub, das Deckengemälde mit Traub. Rorschach signiert – es dürfte sich um den aus Rorschach stammenden Maler Josef Traub (1860–1934) handeln.
- Gemälde im Schiff vorne rechts: Geburt Christi mit kniender Maria, stehend betendem Joseph von Nazareth und vier Engeln an der Krippe, Steinpfeiler des Stalls im Hintergrund angedeutet.
- Gemälde im Schiff hinten rechts: Flucht der heiligen Familie nach Ägypten mit Maria und Jesus auf dem Esel vor einer südlichen Landschaft.
- Gemälde im Schiff hinten links: Der im Sterben liegende heilige Joseph, umgeben von Maria und Jesus vor einer ins Freie führenden Arkade mit Vorhängen.
- Gemälde an der Chorwand: Bildnis von Antonius Magnus mit brauner Mönchskutte, Bibel und Kreuzstab in einer weiten Wald- und Felsenlandschaft.
- Gemälde an der Schiffsdecke: In einer ovalen Kartusche ist der Kapellenpatron Rochus vor einer romantischen Waldlandschaft dargestellt. Ein kniender Engel heilt seine Pestwunde am Bein, während ein Hund Rochus Brot bringt. Im Gegensatz zum Altar von 1630, das Rochus als graubärtigen Greis zeigt, ist er im Gemälde von 1895 als junger Erwachsener dargestellt.
- Medaillons zwischen den Stichkappen: Die sechs in Grisaille-Technik ausgeführten Medaillons zeigen Episoden aus der Rochus-Vita: Der betende Pilger Rochus im Wald, Rochus heilt Pestkranke auf dem Weg nach Rom, Rochus heilt einen Bischof, Ein Hund bringt Rochus Brot, Rochus erhält die Kommunion im Pestgefängnis von Piacenza, Rochus stirbt im Gefängnis.
- Apostelaufschriften: An der Chorbogenwand und an der Rückwand sind vier Engel aufgemalt. Ihnen ist jeweils ein Wappen mit Weihekreuz und ein Apostelname beigegeben. Die weiteren Apostelnamen mit Kreuzen befinden sich in rechteckigen Kartuschen im Schiff sowie an den Chorwänden.
- Chorbogenaufschrift: In Latein steht über dem Chorbogen: Anno MDCXXX Die XXXIII Junii Sacellum Hoc In Honorem San Rochi C. Conscratum Est / A Celsmo Ed Revdsmo D. Josepho Mohr S. R. E. Principe Eppo Curiensis. / Eius Dedicatio Celbratur Dominica Anta Navitatem S. Iohannis Bapstae. Die Aufschrift erinnert an die Einweihung der Kapelle durch den Churer Bischof Joseph Mohr von Zernez. An der Rückwand über dem Eingang steht in viel kleineren Lettern Renovatio A. D. 1895.

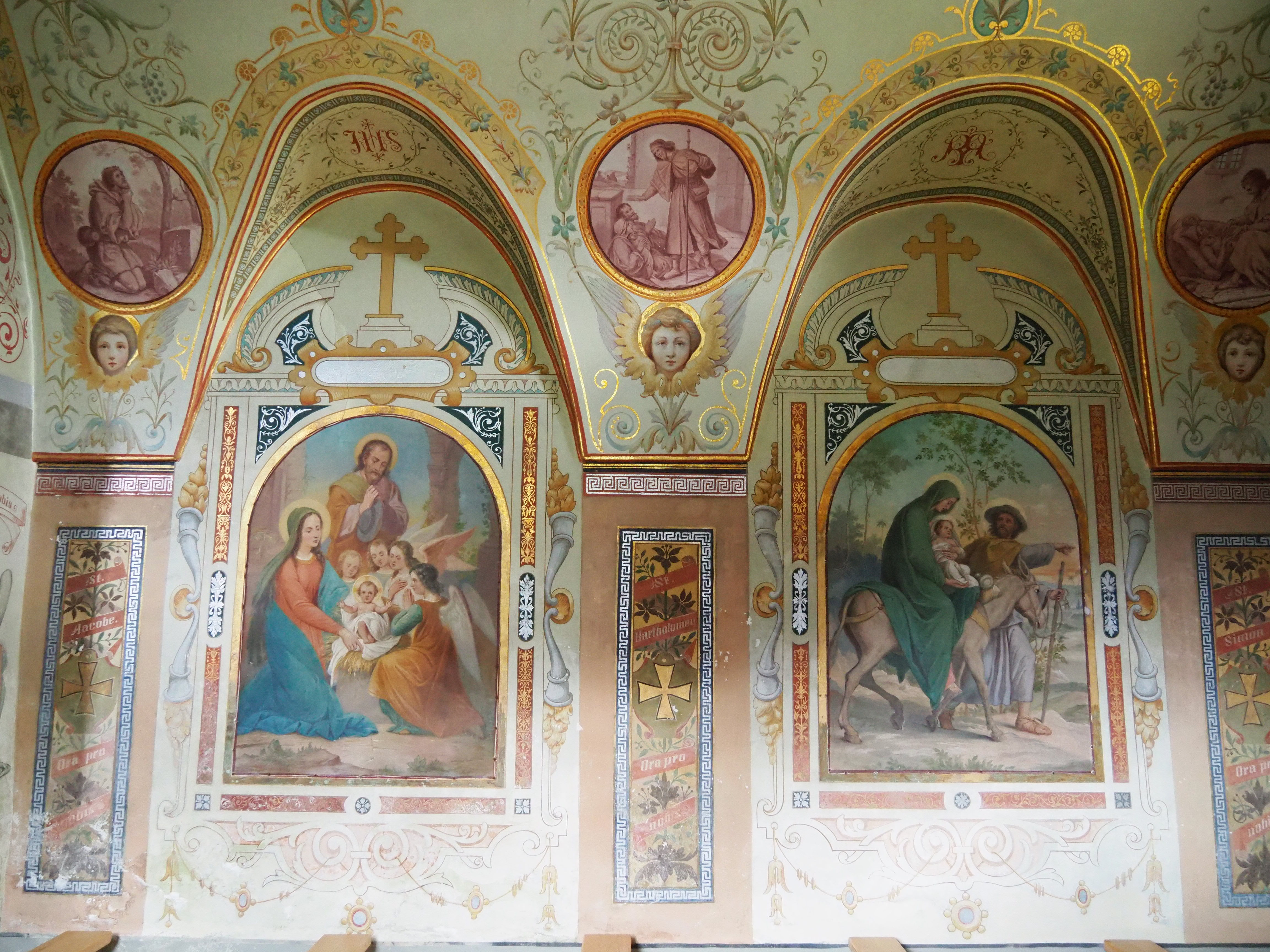
Wandgemälde Geburt Christi und Flucht nach Ägypten
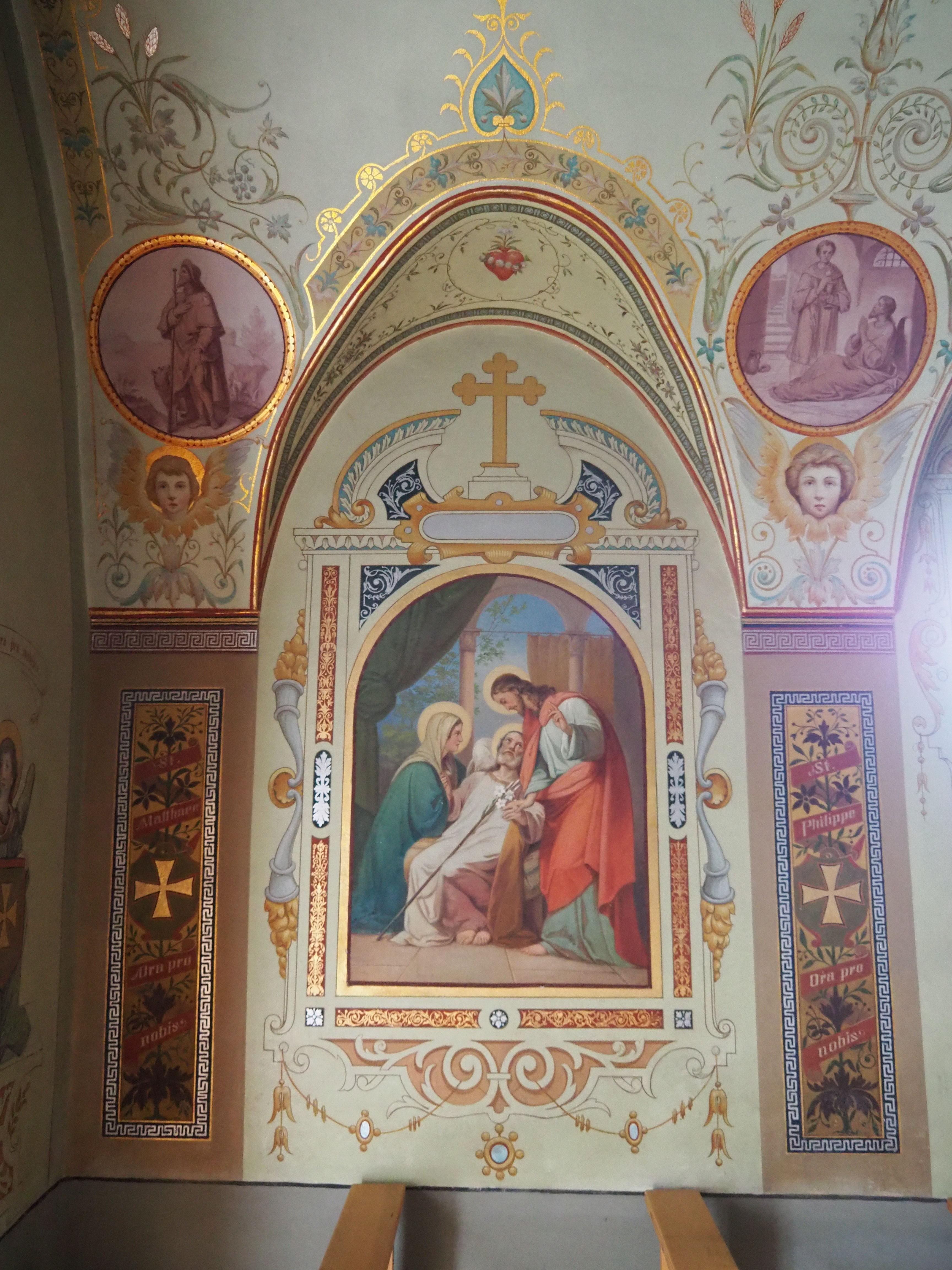
Wandgemälde Tod Josephs
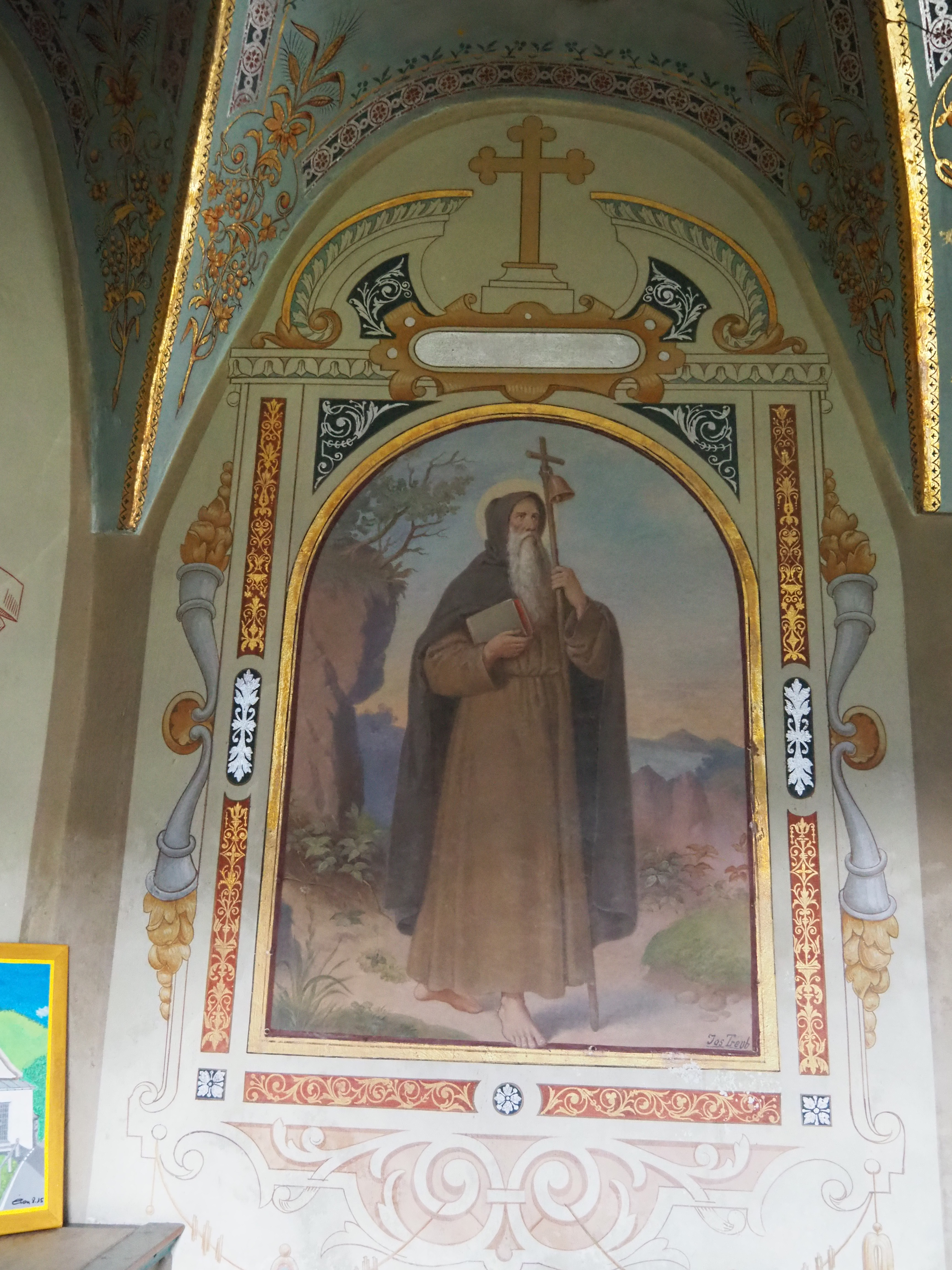
Wandgemälde Der heilige Antonius Magnus
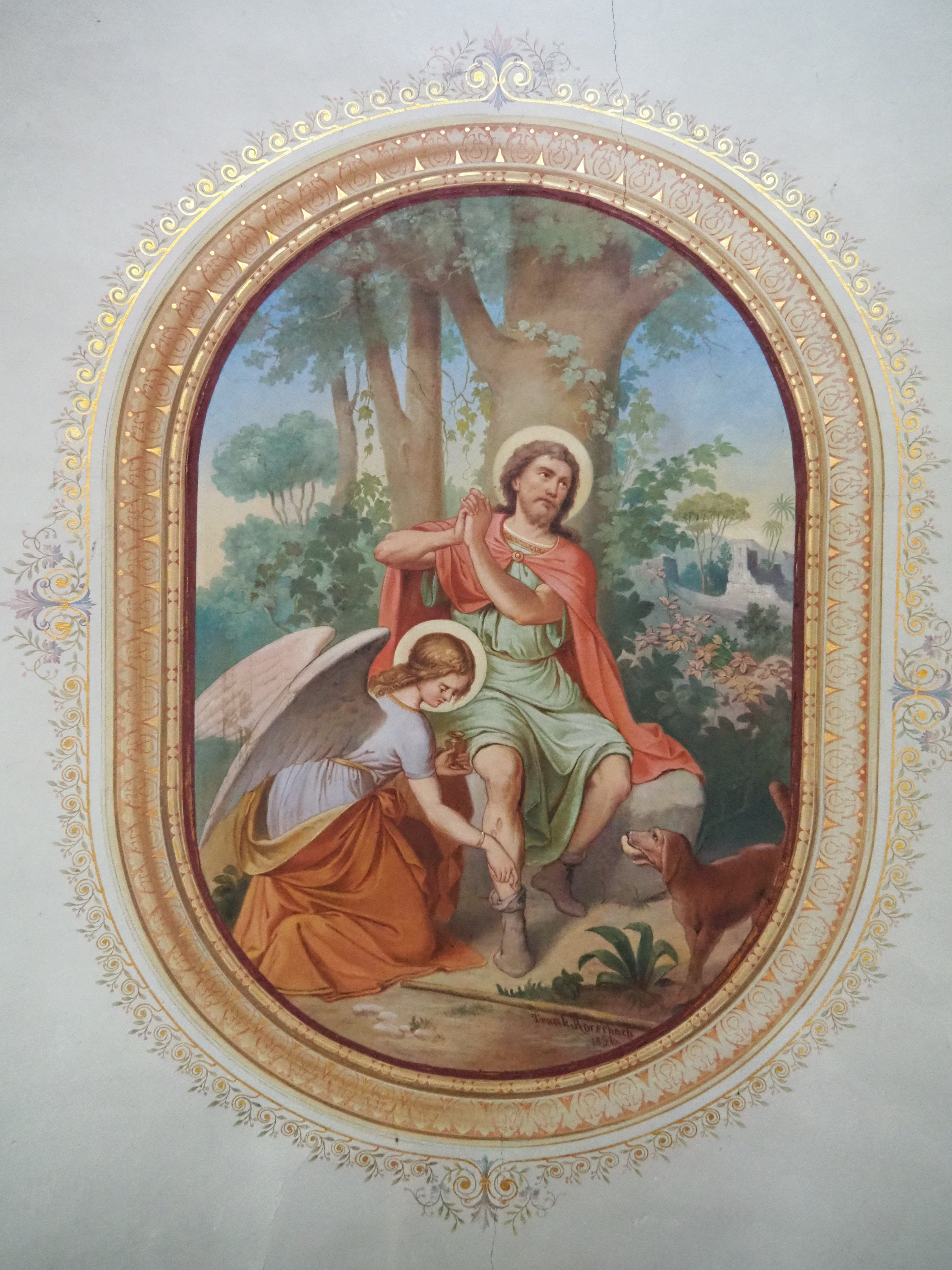
Deckengemälde Der Engel heilt den heiligen Rochus